# Округ Линколн (Арканзас)
Округ Линколн (енгл. Lincoln County) је округ у америчкој савезној држави Арканзас. По попису из 2010. године број становника је 14.134. Седиште округа је град Star City.

## Демографија
Према попису становништва из 2010. у округу је живело 14.134 становника, што је 358 (2,5%) становника мање него 2000. године.
| Група             | 2000.         | 2010.         |
| Белци             | 9.315 (64,3%) | 9.296 (65,8%) |
| Афроамериканци    | 4.771 (32,9%) | 4.223 (29,9%) |
| Азијати           | 9 (0,1%)      | 27 (0,2%)     |
| Хиспаноамериканци | 263 (1,8%)    | 452 (3,2%)    |
| Укупно            | 14.492        | 14.134        |